# Scottish World Invitation Tournament 1962
Das Scottish World Invitation Tournament 1962 im Badminton fand vom 22. bis zum 24. Februar 1962 in der Kelvin Hall in Glasgow statt. Es war die siebente Austragung dieser internationalen Meisterschaften.

## Titelträger
| Disziplin    | Sieger                                 |
| ------------ | -------------------------------------- |
| Herreneinzel | Charoen Wattanasin                     |
| Dameneinzel  | nicht ausgetragen                      |
| Herrendoppel | Jørgen Hammergaard Hansen Finn Kobberø |
| Damendoppel  | Karin Jørgensen Ulla Rasmussen         |
| Mixed        | Robert McCoig Wilma Tyre               |